# Fouchères (Aube)
Fouchères – miejscowość i gmina we Francji, w regionie Grand Est, w departamencie Aube. Przez miejscowość przepływa Sekwana. 
Według danych na rok 1990 gminę zamieszkiwały 414 osoby, a gęstość zaludnienia wynosiła 48 osób/km².